# Jeux paralympiques d'été de 2020
Pour les jeux olympiques de Tokyo 2020, voir Jeux olympiques d'été de 2020.
Les Jeux paralympiques d’été de 2020, officiellement XVIes Jeux paralympiques d'été, initialement prévus du 25 août au 6 septembre 2020, se déroulent du 24 août au 5 septembre 2021, à Tokyo au Japon. Le report, approuvé par le Comité international paralympique à la demande du Japon et annoncé le 24 mars 2020, est, comme pour les Jeux olympiques, dû à la pandémie de Covid-19,. Les Jeux conservent toutefois le nom de « Jeux paralympiques de Tokyo 2020 », bien qu'ils soient régulièrement désignés sous des appellations telles que « Tokyo 2021 » par les médias.
La ville hôte de ces Jeux olympiques et paralympiques a été désignée le 7 septembre 2013 à Buenos Aires en Argentine, lors de la 125e session du CIO.
Tokyo est la première ville à accueillir les Jeux paralympiques d'été pour la seconde fois, après ceux de 1964.
Comme la sécurité sanitaire n'était toujours pas garantie, il est décidé par toutes les parties prenantes (dont le CIO), le 16 août, que les Jeux paralympiques se déroulent à huis clos (aucun spectateur, venu de l’étranger ou non) comme pour les Jeux olympiques un mois plus tôt. Cette décision est inédite dans l’histoire des Jeux paralympiques.

## Organisation

### Logo
Le logo de la candidature japonaise  représente des fleurs de cerisier (en japonais, sakura), fleur symbole de Tokyo, disposées en cercle (allusion au drapeau du Japon, aux couleurs du mouvement olympique (sauf le noir) et avec du violet, couleur de la métropole tokyoïte.
Le logo officiel des Jeux réalisé par Kenjiro Sano et présenté en juillet 2015 a été retiré en septembre de la même année en raison des controverses qu'il a générées, accusé de plagiat envers le logo du théâtre de Liège.

Logo de candidature pour les Jeux Olympiques de 2020.
Logo retiré des Jeux paralympiques d'été de 2020.
Logo définitif des Jeux paralympiques d'été de 2020.

Le nouveau logo officiel des Jeux a été dévoilé au public japonais fin avril 2016. Il représente un cercle en damier de couleur indigo suivant le motif ichimatsu moyō. Ce logo a été choisi à l'issue d'un concours national remporté par l'artiste japonais Asao Tokolo. Selon ce dernier, chaque rectangle du logo figure un pays participant aux Jeux.

### Cérémonies

#### Ouverture

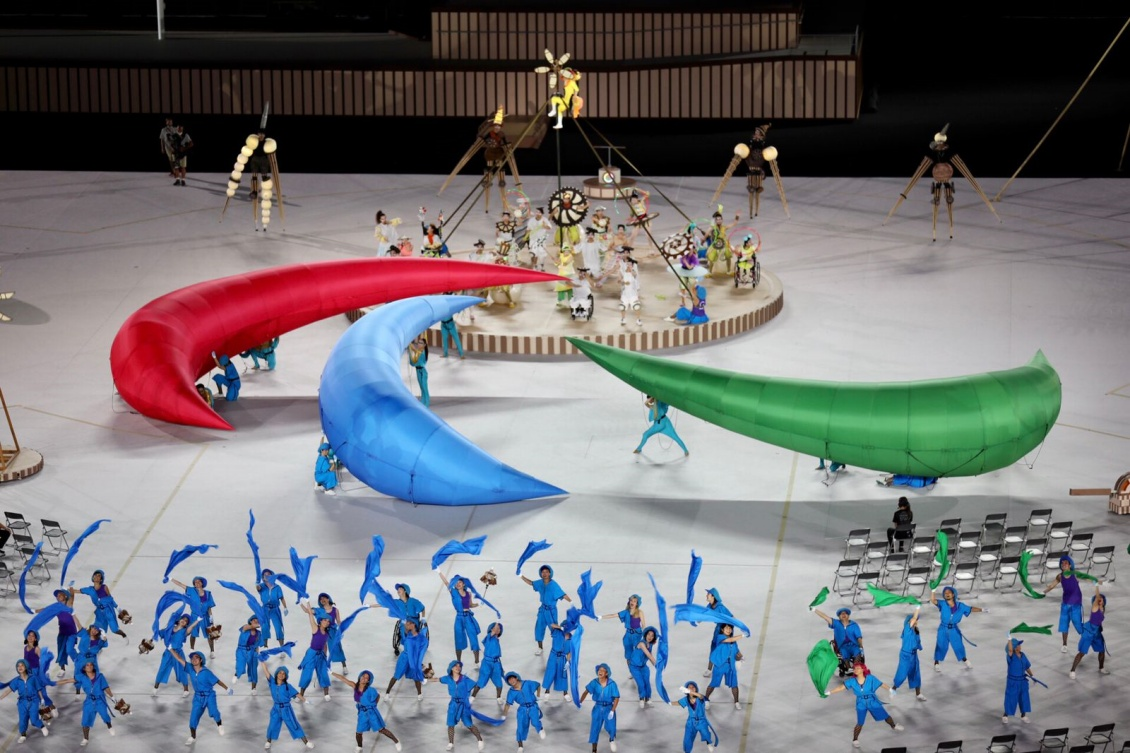
Cérémonie d'ouverture.

La cérémonie d'ouverture des Jeux paralympiques de Tokyo a eu lieu le 24 août 2021 dans le Stade olympique national.
Comme pour la cérémonie d'ouverture des Jeux olympiques d'été de 2020, les délégations défilent lors de la parade des nations avec deux porte-drapeau, une femme et un homme. La parade est ouverte par la délégation de l'équipe paralympique des réfugiés, puis suivie par les autres délégations. Les futurs pays hôtes clôturent le défilé : soit les États-Unis pour les Jeux de Los Angeles 2028, puis la France pour les Jeux de Paris 2024, et enfin le pays hôte, le Japon aux Jeux paralympiques d'été de 2020.
Plusieurs pays n'ont pu envoyer de représentants à cause des restrictions quant à la présence des athlètes au village olympique, en raison de la pandémie de Covid19. Le drapeau des Îles Salomon a ainsi été porté par un volontaire alors que la délégation n'a pas pu participer aux Jeux. Par ailleurs, la Nouvelle-Zélande a fait le choix de ne pas envoyer de représentants pour garantir la bulle sanitaire.
Le drapeau de l'Afghanistan fait partie du cortège bien qu'à l'ouverture, il n'y ait encore aucune garantie sur la participation des athlètes : ces derniers ont été exfiltrés vers l'Australie.
Les derniers porteurs de la flamme olympique sont trois sportifs japonais en fauteuil : Yui Kamiji (tennis), Karin Morisaki (haltérophilie) et Shunsuke Uchida (boccia).

#### Clôture
Lors de la passation du témoin au Comité d'organisation Paris 2024, on a vu la prestation de Betty Moutoumalaya qui « chansigna » La Marseillaise (traduire la musique avec son corps) et de l'artiste Pone, membre de la Fonky Family qui est atteint de la maladie de Charcot, qui réalisa un mix uniquement avec ses yeux.

## Compétition

### Sports au programme
Déjà présentes à Rio, les disciplines de para-canoë et de para triathlon sont confirmées.
En 2014 , le Comité international paralympique étudie une liste de six nouveaux sports : parabadminton, le para-taekwondo, le Foot fauteuil, le hockey en fauteuil roulant électrique, le football pour amputés et le basketball 3x3 avec déficience intellectuelle. Trois disciplines ont demandé à compléter ces épreuves : en voile, l'introduction des courses multicoque simple et match racing pour aveugles ; en basketball, introduire le format complémentaire en basketball 3x3 fauteuil.
Le guide de l'IPC indique que seuls les sports d'équipe pratiqués à grande échelle et régulièrement pratiqués dans au moins 24 pays sur au moins trois continents seront pris en considération pour être inclus dans les Jeux paralympiques et pour les sports individuels, un minimum de 32 pays dans trois régions sur au moins trois continents.
Le 7 octobre 2014, deux nouvelles disciplines sont introduites avec le parabadminton et le para-taekwondo mais le nombre reste à 22 avec la suppression de la voile et du football à 7.
Bien que le comité directeur de l'IPC ait approuvé le cyclisme, il a exprimé de sérieuses réserves quant à la durabilité de la discipline du cyclisme sur piste. Pour cette olympiade, les deux disciplines de piste et de route sont retenues.

### Calendrier
Le calendrier initial était du 25 août au 10 septembre 2020. En raison du report des Jeux paralympiques en 2021, tous les événements ont été retardés de 364 jours (un jour de moins qu'une année complète pour conserver les mêmes jours de la semaine), donnant un nouveau calendrier de 24 août au 5 septembre 2021.
Toutes les dates sont par rapport à l'heure locale (UTC+9).
|  | Cérémonies | C | Jour de compétition | 4 | Nombre de finales |

| Sports                                 | Sports          | Sports                                 | Jour de compétition (août / septembre) | Jour de compétition (août / septembre) | Jour de compétition (août / septembre) | Jour de compétition (août / septembre) | Jour de compétition (août / septembre) | Jour de compétition (août / septembre) | Jour de compétition (août / septembre) | Jour de compétition (août / septembre) | Jour de compétition (août / septembre) | Jour de compétition (août / septembre) | Jour de compétition (août / septembre) | Jour de compétition (août / septembre) | Jour de compétition (août / septembre) |
| Sports                                 | Sports          | Sports                                 | Mar 24                                 | Mer 25                                 | Jeu 26                                 | Ven 27                                 | Sam 28                                 | Dim 29                                 | Lun 30                                 | Mar 31                                 | Mer 1                                  | Jeu 2                                  | Ven 3                                  | Sam 4                                  | Dim 5                                  |
| -------------------------------------- | --------------- | -------------------------------------- | -------------------------------------- | -------------------------------------- | -------------------------------------- | -------------------------------------- | -------------------------------------- | -------------------------------------- | -------------------------------------- | -------------------------------------- | -------------------------------------- | -------------------------------------- | -------------------------------------- | -------------------------------------- | -------------------------------------- |
| Cérémonies                             | Cérémonies      | Logo IPC                               | O                                      |                                        |                                        |                                        |                                        |                                        |                                        |                                        |                                        |                                        |                                        |                                        | C                                      |
| Athlétisme                             | Athlétisme      | Pictogramme Athlétisme                 |                                        |                                        |                                        | 13                                     | 16                                     | 19                                     | 17                                     | 21                                     | 17                                     | 18                                     | 18                                     | 24                                     | 5                                      |
| Aviron                                 | Aviron          | Pictogramme Aviron                     |                                        |                                        |                                        | C                                      | C                                      | 4                                      |                                        |                                        |                                        |                                        |                                        |                                        |                                        |
| Basket-ball                            | Basket-ball     | Pictogramme Basket-ball                |                                        | C                                      | C                                      | C                                      | C                                      | C                                      | C                                      | C                                      | C                                      | C                                      | C                                      | 1                                      | 1                                      |
| Boccia                                 | Boccia          | Pictogramme Boccia                     |                                        |                                        |                                        |                                        | C                                      | C                                      | C                                      | C                                      | 4                                      | C                                      | C                                      | 3                                      |                                        |
| Cyclisme                               | Sur route       | Pictogramme Cyclisme                   |                                        |                                        |                                        |                                        |                                        |                                        |                                        | 19                                     | 6                                      | 5                                      | 4                                      |                                        |                                        |
| Cyclisme                               | Sur piste       | Pictogramme Cyclisme                   |                                        | 4                                      | 5                                      | 5                                      | 3                                      |                                        |                                        |                                        |                                        |                                        |                                        |                                        |                                        |
| Dynamophilie                           | Dynamophilie    | Pictogramme Haltérophilie              |                                        |                                        | 4                                      | 4                                      | 4                                      | 4                                      | 4                                      |                                        |                                        |                                        |                                        |                                        |                                        |
| Équitation                             | Équitation      | Pictogramme Équitation                 |                                        |                                        | 3                                      | 2                                      | C                                      | 1                                      | 5                                      |                                        |                                        |                                        |                                        |                                        |                                        |
| Escrime                                | Escrime         | Pictogramme Escrime handisport         |                                        | 4                                      | 4                                      | 2                                      | 4                                      | 2                                      |                                        |                                        |                                        |                                        |                                        |                                        |                                        |
| Football à 5                           | Football à 5    | Pictogramme Football à 5               |                                        |                                        |                                        |                                        |                                        | C                                      | C                                      | C                                      |                                        | C                                      | 1                                      |                                        |                                        |
| Goalball                               | Goalball        | Pictogramme Goalball                   |                                        | C                                      | C                                      | C                                      | C                                      | C                                      | C                                      | C                                      | C                                      | C                                      | 2                                      |                                        |                                        |
| Judo                                   | Judo            | Pictogramme Judo                       |                                        |                                        |                                        | 4                                      | 4                                      | 5                                      |                                        |                                        |                                        |                                        |                                        |                                        |                                        |
| Natation                               | Natation        | Pictogramme Natation                   |                                        | 16                                     | 14                                     | 14                                     | 14                                     | 13                                     | 15                                     | 14                                     | 15                                     | 15                                     | 16                                     |                                        |                                        |
| Parabadminton                          | Parabadminton   | Pictogramme Parabadminton              |                                        |                                        |                                        |                                        |                                        |                                        |                                        |                                        | C                                      | C                                      | C                                      | 7                                      | 7                                      |
| Paracanoë                              | Paracanoë       | Pictogramme Paracanoë                  |                                        |                                        |                                        |                                        |                                        |                                        |                                        |                                        |                                        | C                                      | 4                                      | 5                                      |                                        |
| Rugby                                  | Rugby           | Pictogramme Rugby-fauteuil             |                                        | C                                      | C                                      | C                                      | C                                      | 1                                      |                                        |                                        |                                        |                                        |                                        |                                        |                                        |
| Taekwondo                              | Taekwondo       | Pictogramme Parataekwondo              |                                        |                                        |                                        |                                        |                                        |                                        |                                        |                                        |                                        | 2                                      | 2                                      | 2                                      |                                        |
| Tennis                                 | Tennis          | Pictogramme Tennis en fauteuil roulant |                                        |                                        |                                        | C                                      | C                                      | C                                      | C                                      | C                                      | 1                                      | 1                                      | 2                                      | 2                                      |                                        |
| Tennis de table                        | Tennis de table | Pictogramme Tennis de table            |                                        | C                                      | C                                      | C                                      | 5                                      | 8                                      | 8                                      | C                                      | C                                      | 5                                      | 5                                      |                                        |                                        |
| Tir                                    | Tir             | Pictogramme Tir                        |                                        |                                        |                                        |                                        |                                        |                                        | 3                                      | 2                                      | 2                                      | 1                                      | 2                                      | 2                                      | 1                                      |
| Tir à l'arc                            | Tir à l'arc     | Pictogramme Tir à l'arc                |                                        |                                        |                                        | C                                      | 1                                      | 1                                      | 2                                      | 2                                      |                                        | 1                                      | 1                                      | 1                                      |                                        |
| Triathlon                              | Triathlon       | Pictogramme Triathlon                  |                                        |                                        |                                        |                                        | 4                                      | 4                                      |                                        |                                        |                                        |                                        |                                        |                                        |                                        |
| Volley-ball                            | Volley-ball     | Pictogramme Volley-ball assis          |                                        |                                        |                                        | C                                      | C                                      | C                                      | C                                      | C                                      | C                                      | C                                      | C                                      | 1                                      | 1                                      |
|                                        |                 |                                        | Mar 24                                 | Mer 25                                 | Jeu 26                                 | Ven 27                                 | Sam 28                                 | Dim 29                                 | Lun 30                                 | Mar 31                                 | Mer 1                                  | Jeu 2                                  | Ven 3                                  | Sam 4                                  | Dim 5                                  |
| Jour de compétition (août / septembre) |                 |                                        |                                        |                                        |                                        |                                        |                                        |                                        |                                        |                                        |                                        |                                        |                                        |                                        |                                        |

## Nations participantes
Les athlètes paralympiques russes, déjà exclus de la compétition en 2016 pour cause de dopage d'État par décision du Comité international paralympique, sont de nouveau exclus pour les mêmes causes par l'agence mondiale antidopage, au même titre que les athlètes olympiques. Pour ces Jeux, les sportifs russes pourront participer sous une bannière neutre « RPC » (pour Russian Paralympic Committee), mesure identique à la délégation olympique de 2020.
Le 16 août 2021, le chef de mission du comité paralympique afghan, basé à Londres, annonce le retrait de l'Afghanistan après la chute du gouvernement et la prise de Kaboul par les talibans, les athlètes étant dans l'incapacité de voyager en toute sécurité. Deux athlètes, Zakia Khudadadi (para-taekwondo) et Hossain Rasouli (athlète spécialiste des 100 mètres), devaient s'y rendre,. Lors de la cérémonie d'ouverture, le drapeau afghan est malgré tout présenté de façon symbolique lors du défilé des nations. Finalement, les deux athlètes afghans arrivent à Tokyo le 28 août 2021, après un premier vol de Kaboul à Paris. Le président du Comité international paralympique indique que les deux athlètes afghans ne seraient pas disponibles pour des interviews et a également insisté sur le fait que la permission leur avait été accordée de sauter les conférences de presse habituelles.
Quelques jours avant le début des Jeux, quatre nations insulaires du Pacifique déclarent forfait : les athlètes du Vanuatu, des Samoa, des Kiribati et des Tonga devaient en effet transiter par l'Australie et effectuer une quarantaine sur le territoire australien avant de rejoindre Tokyo, puis une deuxième à leur retour ; ces quatre semaines supplémentaires d’hébergement représentaient une dépense qui ne leur était pas financièrement soutenable. Les Îles Salomon se retirent également des Jeux quelques heures avant le départ prévu de leurs athlètes vers Tokyo, en raison des coûts mais aussi du risque de contamination à la Covid-19.
D'autres délégations sont également absentes :
- le Brunei, la Corée du Nord, le Timor oriental et le Turkménistan, le Comité international paralympique indiquant que ceci est dû à « une décision de leur gouvernement ou un soutien insuffisant de la part de leur gouvernement » ;
- Andorre, Antigua-et-Barbuda, le Liechtenstein et Saint-Marin, qui ne parviennent pas à sélectionner d'athlètes ;
- Macao[32] et le Suriname, dont les athlètes refusent de se rendre au Japon dans le contexte sanitaire ;
- les Comores, Djibouti, les Seychelles et le Soudan, dont les comités nationaux paralympiques respectifs sont tous suspendus par le Comité international paralympique depuis 2019 ;
- le Myanmar et Trinité-et-Tobago, pour « d'autres raisons ». Des deux athlètes trinidadiens qualifiés, l'un renonce par impréparation et l'autre renonce car enceinte[33].

Au 23 août 2021, 164 comités paralympiques participent aux Jeux avec la première apparition de 5 comités paralympiques : Bhoutan, Guyana, Maldives, Paraguay et Saint-Vincent-et-les-Grenadines. Pour leur deuxième apparition, l'équipe des réfugiés, qui avait concouru sous l'appellation « Athlètes paralympiques indépendants » en 2016, est présente sous la bannière d'« Équipe paralympique des réfugiés ».
| Afrique | Amériques | Asie | Europe | Océanie                                                                               |
| --- | --- | --- | --- | ------------------------------------------------------------------------------------- |
| - Afrique du Sud (34) - Algérie (57) - Angola (2) - Bénin (2) - Botswana (2) - Burkina Faso (2) - Burundi (2) - Cameroun (3) - Cap-Vert (2) - République centrafricaine (1) - République du Congo (2) - République démocratique du Congo (2) - Côte d'Ivoire (3) - Égypte (49) - Éthiopie (3) - Gabon (2) - Gambie (2) - Guinée-Bissau (2) - Ghana (3) - Guinée (2) - Kenya (9) - Lesotho (1) - Liberia (2) - Libye (2) - Madagascar (1) - Malawi (1) - Mali (2) - Maroc (35) - Maurice (4) - Mozambique (2) - Namibie (3) - Niger (2) - Nigeria (22) - Ouganda (4) - Rwanda (14) - Sao Tomé-et-Principe (1) - Sénégal (3) - Sierra Leone (2) - Somalie (1) - Tanzanie (2) - Togo (1) - Tunisie (25) - Zambie (1) - Zimbabwe (2) | - Argentine (54) - Aruba (1) - Barbade (1) - Bermudes (1) - Brésil (234) - Canada (126) - Chili (19) - Colombie (61) - Costa Rica (9) - Cuba (16) - Équateur (8) - États-Unis (235) - Grenade (2) - Guatemala (2) - Guyana (1) - Haïti (1) - Honduras (1) - Jamaïque (4) - Mexique (60) - Nicaragua (2) - Panama (3) - Paraguay (2) - Pérou (11) - Porto Rico (3) - République dominicaine (5) - Saint-Vincent-et-les-Grenadines (1) - Salvador (3) - Uruguay (2) - Venezuela (26) - Îles Vierges des États-Unis (1) | - Afghanistan (2) - Arabie saoudite (7) - Bahreïn (2) - Bhoutan (3) - Brunei (2) - Cambodge (1) - Chine (248) - Corée du Sud (86) - Émirats arabes unis (12) - Hong Kong (24) - Inde (54) - Indonésie (23) - Irak (19) - Iran (62) - Israël (32) - Japon (254) - Jordanie (10) - Kazakhstan (26) - Kirghizistan (2) - Koweït (3) - Laos (1) - Liban (1) - Malaisie (21) - Maldives (2) - Mongolie (11) - Népal (1) - Oman (3) - Ouzbékistan (47) - Pakistan (2) - Palestine (1) - Philippines (6) - Qatar (2) - Singapour (10) - Sri Lanka (9) - Syrie (3) - Tadjikistan (1) - Taipei chinois (Taïwan) (10) - Thaïlande (74) - Viêt Nam (7) - Yémen (2) | - Allemagne (134) - Arménie (1) - Autriche (24) - Azerbaïdjan (36) - Belgique (31) - Biélorussie (19) - Bosnie-Herzégovine (16) - Bulgarie (4) - Chypre (3) - Croatie (22) - Danemark (25) - Estonie (5) - Espagne (127) - Îles Féroé (1) - Finlande (17) - France (137) - Géorgie (13) - Grande-Bretagne (207) - Grèce (44) - Hongrie (37) - Irlande (27) - Islande (6) - Italie (113) - Lettonie (7) - Lituanie (11) - Luxembourg (1) - Macédoine du Nord (1) - Malte (2) - Moldavie (6) - Monténégro (5) - Norvège (15) - Pays-Bas (70) - Pologne (90) - Portugal (33) - République tchèque (28) - Roumanie (7) - RPC (Russie) (242) - Serbie (20) - Slovaquie (27) - Slovénie (7) - Suède (26) - Suisse (21) - Turquie (87) - Ukraine (137) | - Australie (174) - Fidji (2) - Nouvelle-Zélande (29) - Papouasie-Nouvelle-Guinée (2) |
| 44 pays | 30 pays | 39 pays | 44 pays | 4 pays                                                                                |
| - Équipe paralympique des réfugiés (6) | | | |                                                                                       |

Les délégations les plus nombreuses sont : 
1. Japon : 254 sportifs dans 23 disciplines ;
2. Chine : 248 sportifs dans 21 disciplines ;
3. RPC (Russie) : 242 sportifs dans 20 disciplines ;
4. États-Unis : 235 sportifs dans 20 disciplines ;
5. Brésil  : 234 sportifs dans 21 disciplines ;
6. Grande-Bretagne : 207 sportifs dans 20 disciplines ;
7. Australie : 174 sportifs dans 19 disciplines ;
8. France : 137 sportifs dans 20 disciplines.

## Tableau des médailles
Les onze premières nations au classement des médailles de leurs athlètes :
- Pays organisateur (Japon)

| Rang | Nation          | Or | Argent | Bronze | Total |
| ---- | --------------- | -- | ------ | ------ | ----- |
| 1    | Chine           | 96 | 60     | 51     | 207   |
| 2    | Grande-Bretagne | 41 | 38     | 45     | 124   |
| 3    | États-Unis      | 37 | 36     | 31     | 104   |
| 4    | RPC             | 36 | 33     | 49     | 118   |
| 5    | Pays-Bas        | 25 | 17     | 17     | 59    |
| 6    | Ukraine         | 24 | 47     | 27     | 98    |
| 7    | Brésil          | 22 | 20     | 30     | 72    |
| 8    | Australie       | 21 | 29     | 30     | 80    |
| 9    | Italie          | 14 | 29     | 26     | 69    |
| 10   | Azerbaïdjan     | 14 | 1      | 4      | 19    |
| 11   | Japon           | 13 | 15     | 23     | 51    |

Il y a eu cinq podium où un comité national remporte toutes les médailles, comme suit :
| Date          | Sport      | Événement                      | Équipe | Or             | Argent          | Bronze             | Référence |
| ------------- | ---------- | ------------------------------ | ------ | -------------- | --------------- | ------------------ | --------- |
| 27 août       | Natation   | Papillon hommes 50 mètres S5   | Chine  | Zheng Tao      | Wang Lichao     | Yuan Weiyi         | [ 36 ]    |
| 28 août       | Natation   | Dos femmes 100 mètres S11      | Chine  | Cai Liwen      | Wang Xinyi      | Li Guizhi          | [ 37 ]    |
| 30 août       | Natation   | Dos hommes 50 mètres S5        | Chine  | Zheng Tao      | Ruan Jingsong   | Wang Lichao        | [ 38 ]    |
| 1er septembre | Natation   | Nage libre hommes 50 mètres S5 | Chine  | Zheng Tao      | Yuan Weiyi      | Wang Lichao        | [ 39 ]    |
| 4 septembre   | Athlétisme | Femmes 100 mètres T63          | Italie | Ambra Sabatini | Martina Caironi | Monica Contrafatto | [ 40 ]    |

Les comités paralympique du Costa Rica, de l'Équateur, du Salvador, du Monténégro et d'Oman ont remporté leurs premières médailles paralympiques.
L'Éthiopie et le Sri Lanka ont remporté leurs premiers titres paralympiques.
| Athlète (Pays)                      | Sport          | Médaille d'or, Jeux olympiques | Médaille d'argent, Jeux olympiques | Médaille de bronze, Jeux olympiques | Total |
| Maksym Krypak (UKR)                 | Natation S10   | 5                              | 1                                  | 1                                   | 7     |
| Ihar Boki (BLR)                     | Natation S13   | 5                              | 0                                  | 0                                   | 5     |
| Marcel Hug (SUI)                    | Athlétisme T54 | 4                              | 0                                  | 0                                   | 4     |
| Lu Dong (CHN)                       | Natation S5    | 4                              | 0                                  | 0                                   | 4     |
| Zheng Tao (CHN)                     | Natation S5    | 4                              | 0                                  | 0                                   | 4     |
| Jessica Long (USA)                  | Natation S8    | 3                              | 2                                  | 1                                   | 6     |
| Reece Dunn (GBR)                    | Natation S14   | 3                              | 1                                  | 1                                   | 5     |
| Maria Carolina Gomes Santiago (BRA) | Natation S12   | 3                              | 1                                  | 1                                   | 5     |
| William Martin (natation) (AUS)     | Natation S9    | 3                              | 1                                  | 0                                   | 4     |
| Nick Mayhugh (AUS)                  | Athlétisme T37 | 3                              | 1                                  | 0                                   | 4     |
| Valeriia Chabalina (RPC)            | Natation S14   | 3                              | 1                                  | 0                                   | 4     |
| Roman Zhdanov (RPC)                 | Natation S4    | 3                              | 1                                  | 0                                   | 4     |
| Andrii Trusov (UKR)                 | Natation S7    | 2                              | 3                                  | 1                                   | 6     |
| Manuela Schär (SUI)                 | Athlétisme T54 | 2                              | 3                                  | 0                                   | 5     |
| Carlotta Gilli (ITA)                | Natation S13   | 2                              | 2                                  | 1                                   | 5     |
| Yelyzaveta Mereshko (UKR)           | Natation S6    | 2                              | 2                                  | 1                                   | 5     |
| Giulia Terzi (ITA)                  | Natation S7    | 2                              | 2                                  | 0                                   | 4     |
| Chantalle Zijderveld (NED)          | Natation S10   | 2                              | 2                                  | 1                                   | 5     |
| Bethany Firth (GBR)                 | Natation S14   | 2                              | 2                                  | 0                                   | 4     |
| Arjola Trimi (ITA)                  | Natation S14   | 2                              | 2                                  | 0                                   | 4     |
| Aurélie Rivard (CAN)                | Natation S10   | 2                              | 1                                  | 2                                   | 5     |
| Sophie Pascoe (NZL)                 | Natation S6    | 2                              | 1                                  | 1                                   | 4     |
| Jia Hongguang (CHN)                 | Natation S6    | 2                              | 1                                  | 1                                   | 4     |
| Jiang Yuyan (NZL)                   | Natation S9    | 2                              | 1                                  | 1                                   | 4     |
| Rong Jing (CHN)                     | Escrime A      | 2                              | 1                                  | 1                                   | 4     |
| Roman Zhdanov (RPC)                 | Natation S4    | 2                              | 0                                  | 2                                   | 4     |
| Stefano Raimondi (ITA)              | Natation S10   | 1                              | 4                                  | 2                                   | 7     |
| Antonio Fantin (ITA)                | Natation S6    | 1                              | 3                                  | 1                                   | 5     |
| Takayuki Suzuki (JPN)               | Natation S4    | 1                              | 2                                  | 2                                   | 5     |
| Wang Lichao (CHN)                   | Natation S5    | 1                              | 2                                  | 2                                   | 5     |
| Gabriel Bandeira (BRA)              | Natation S14   | 1                              | 2                                  | 1                                   | 4     |
| Simone Barlaam (ITA)                | Natation S9    | 1                              | 2                                  | 1                                   | 4     |
| Nelson Crispin Corzo (COL)          | Natation S6    | 1                              | 2                                  | 1                                   | 4     |
| Daria Pikalova (RPC)                | Natation S12   | 1                              | 2                                  | 1                                   | 4     |
| Cai Liwen (CHN)                     | Natation S11   | 1                              | 1                                  | 2                                   | 4     |
| Francesca Palazzo Xenia (ITA)       | Natation S8    | 1                              | 1                                  | 2                                   | 4     |
| Carlos Daniel Serrano Zarate (COL)  | Natation S8    | 1                              | 1                                  | 2                                   | 4     |
| Alexandre Léauté (FRA)              | Cyclisme C2    | 1                              | 1                                  | 2                                   | 4     |
| Brent Lakatos (CAN)                 | Athlétisme T53 | 0                              | 4                                  | 0                                   | 4     |
| Dimitri Coutya (GBR)                | Escrime B      | 0                              | 1                                  | 3                                   | 4     |
| Lisa Kruger (COL)                   | Natation S10   | 0                              | 1                                  | 3                                   | 4     |